# Bảo Phong
Bảo Phong (chữ Hán giản thể: 宝丰县, âm Hán Việt: Bảo Phong huyện) là một huyện thuộc địa cấp thị Bình Đính Sơn, tỉnh Hà Nam, Cộng hòa Nhân dân Trung Hoa. Huyện Bảo Phong có diện tích 722 km², dân số năm 2002 là 480.000 người. Huyện lỵ đóng tại trấn Thành Quan.

## Phân chia hành chính
Huyện Bảo Phong được chia các đơn vị hành chính gồm 1 nhai đạo, 9 trấn và 4 hương.
- Nhai đạo: Thiết Lộ.
- Trấn: Thành Quan, Đại Doanh, Thạch Kiều, Dương Trang, Náo Điếm, Chu Trang, Trương Bát Kiều, Triệu Trang và Thương Tửu Vụ.
- Hương: Tiếu Kỳ, Tiền Doanh và Lý Trang.